# Jan Lanckoroński (kustosz sandomierski)
Jan Lanckoroński herbu Zadora – kustosz sandomierski w latach 1657–1659, kanonik krakowski i lwowski, scholastyk kamieniecki.
Syn wojewody ruskiego Stanisława i Aleksandry Sienieńskiej.
Elektor Jana III Sobieskiego z województwa podolskiego.